# 朗·钱尼
列昂尼達斯·法蘭克·「朗」·钱尼（英語：Leonidas Frank "Lon" Chaney，1883年4月1日—1930年8月26日）是美国著名的无声电影演员，为早期电影最常用的演员之一。朗·钱尼常常饰演怪诞和被折磨的角色，例如歌劇魅影 (1925年電影)中的魅影，在电影化妆上有所突破。

## 早年生活
朗·钱尼原名Leonidas Frank Chaney，出生于美国科罗拉多斯普林斯，父亲主要有英国血统，并有一些法国血统；母亲有苏格兰、英格兰、爱尔兰三地血统。父母均为聋哑人，这也为朗·钱尼擅长哑剧表演创造条件。1902年首次踏入演艺界，进行歌舞杂耍表演。1905年，与16岁的歌手克丽娃·克赖顿结婚，1906年他们的儿子小朗·钱尼出生。1910年在加利福尼亚州定居。

## 拓展阅读
- Blake, Michael. . New York: Vestal Press. 1990. ISBN 1-879511-09-6.